# Kościół św. Jakuba Apostoła w Sączowie
Kościół św. Jakuba Apostoła w Sączowie – kościół w Sączowie, w powiecie będzińskim, wpisany do rejestru zabytków nieruchomych województwa śląskiego, został wzniesiony w latach 1850–1872.  

## Historia
Obecna świątynia to historycznie trzecia świątynia tej parafii, erygowanej w 1224 r. Pierwszy kościół powstał w latach 1220–1224 zbudowany przez comesa Andrzeja. 28 marca 1224 biskup krakowski Iwo Odrowąż konsekrował drewniany kościół pw. św. Jakuba Apostoła (spłonął końcem XIV w.) Na miejscu tej świątyni wzniesiono drugi kościół z białego kamienia. Pod koniec XIX w. ze względu na zły stan techniczny podjęto się budowy nowego kościoła. W latach 1850–1872 staraniem ówczesnego proboszcza ks. Raymunda Biernawskiego i parafian wzniesiony został obecny kościół w stylu eklektycznym z elementami neoromańskimi i neogotyckimi. Kościół powstał według projektu architekta Liche. Świątynia na planie krzyża posiada dwie kaplice z ołtarzami z epoki renesansu: kaplicę Matki Bożej Różańcowej oraz św. Sebastiana.  
Wyposażenie (wewnętrzne) świątyni to: z 1595 późnorenesansowy ołtarz główny z obrazem Matki Bożej Łaskawej (z 1671 r.). Przez pół wieku główne miejsce w ołtarzu zajmował obraz św. Jakuba Apostoła (patrona świątyni i parafii) malowany przez uczniów szkoły matejkowskiej. Obraz z wizerunkiem św. Jakuba obecnie umieszczony jest w najwyższej kondygnacji ołtarza głównego. Ołtarze boczne w nawie: Matki Bożej Bolesnej (lewy) oraz Najśw. Serca Pana Jezusa (prawy) w stylu renesansowym, ambona pochodzi z XVIII w. umieszczona z lewej strony nawy głównej. Organy w stylu bizantyjskim zbudowane przez organmistrza ze szkoły Blomberga z 1870 r. konserwowane w r. 2000. Kościół od 1991 został wpisany do Wojewódzkiego Rejestru Zabytków. 
Parafia posiada najstarsze w Polsce relikwie św. Jakuba I stopnia poświadczone przez Patriarchę Jerozolimskiego w 1779 r. Podczas uroczystych obchodów 800-lecia Parafii 28 VII 2024 r. zostało ogłoszone ustanowienie przez biskupa sosnowieckiego Artura Ważnego, Diecezjalnego Sanktuarium św. Jakuba w Sączowie. 

## Via Regia
Przy kościele znajduje się niezwykle ważny węzeł dwóch jakubowych szlaków; wschód-zachód czyli Drogi św. Jakuba – Via Regia, oraz północ-południe czyli Jasnogórskiej Drogi św. Jakuba (Jasnogórska Droga św. Jakuba nie jest długa, łączy Jasnogórskie sanktuarium z Sanktuarium w Piekarach Śląskich – łączy sanktuaria maryjne w sieć Dróg św. Jakuba oraz łączy z dalszymi Drogami prowadzącymi z północy, jak Staropolska Droga św. Jakuba, Warszawska Droga św. Jakuba, Mazowiecka Droga św. Jakuba itd).

## Galeria

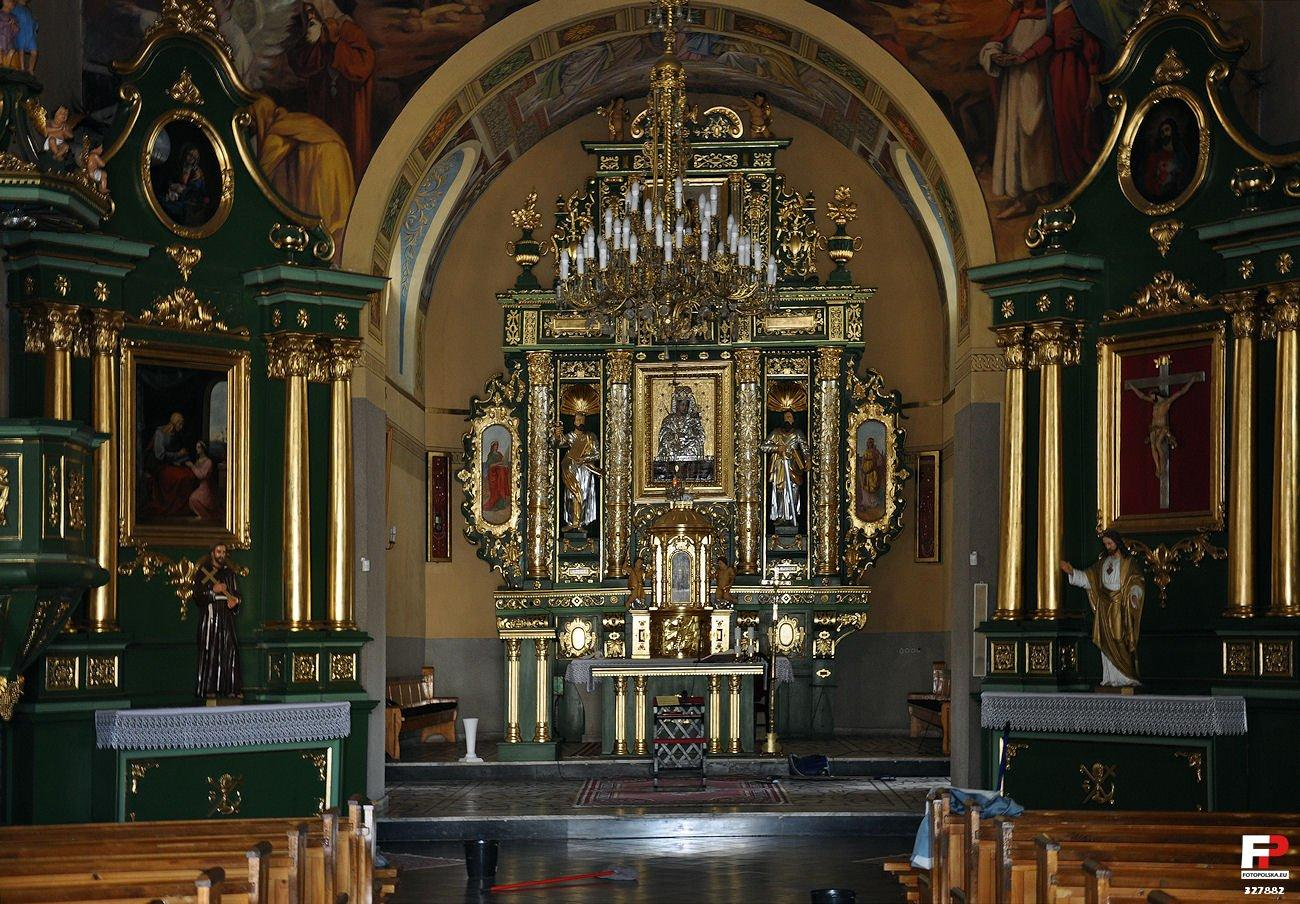
Ołtarz główny
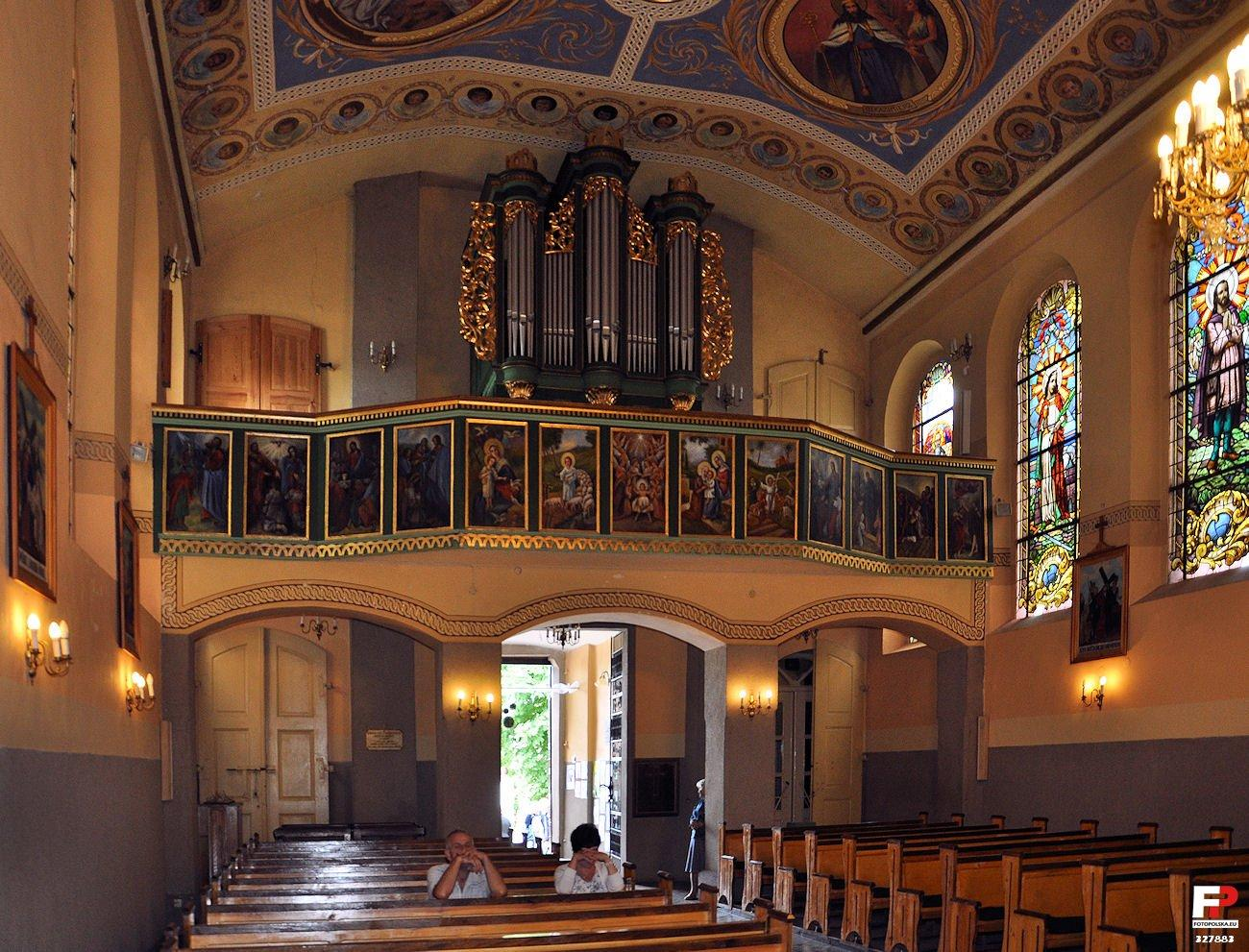
Wnętrze